# Joachim Buxmann
Joachim Buxmann (geb. 19. August 1933 in Gerdauen/Ostpreußen; gest. 27. Dezember 1996) war ein deutscher Ingenieurwissenschaftler.

## Werdegang
Nach dem Studium des Maschinenbaus in Hannover arbeitet Buxmann bei Siemens-Schuckert in Mülheim als Berechnungsingenieur für Dampfturbinen. Anschließend wurde er in Hannover bei Karl Bammert am Institut für Strömungsmaschinen promoviert. Ab 1966 arbeitete er bei MAN in Nürnberg als Oberingenieur und Abteilungsleiter in der Forschungs- und Entwicklungsabteilung mit dem Schwerpunkt Turbinen, Kessel und Apparate.
1974 erhielt er einen Ruf auf den Lehrstuhl für Thermodynamik und Wärmetechnik an der Technischen Universität Hannover und wurde Leiter des Instituts für Thermodynamik. 1982 erhielt er den Ruf an die neugegründete Technische Universität Hamburg (TUHH) und gründete hier den Arbeitsbereich Technische Thermodynamik.
Seine besonderen Interessen galten den Kraftwerksprozessen und hier den wärmeübertragenden Systemen, der Verbrennung und der Wärmeübertragung in den Dampferzeugern. Er war u. a. Mitglied und stellvertretender Vorsitzender des Wissenschaftlichen Beirats des Vereins der Großkraftwerkbetreiber (VGB).
Am 27. Dezember 1996 starb Joachim Buxmann im Alter von 63 Jahren.
Seit 2002 wird an der TUHH vom Rotary-Club Hamburg jährlich der Joachim-Buxmann-Gedächtnis-Preis im Gedenken an Buxmann verliehen, der den Aufbau der TUHH maßgeblich mitgeprägt hat.

## Veröffentlichungen
- J. Buxmann: Untersuchungen an einem Wärmeaustauscher aus gesickten Kunststoffrohren. In: Chem.-Ing. Techn. Band 62, Nr. 1, 1990, S. 48–50.
- J. Buxmann, T. Johannsen: Beitrag zur Auslegung von titanberohrten Kondensatoren unter Berücksichtigung schwingungserregender Mechanismen. (= VDI Reihe 6 Energietechnik. Nr. 215). VDI-Verlag, 1988, ISBN 3-18-141506-5.
- J. Buxmann: Auslegung titanberohrter Kondensatoren unter Schwingungsbeanspruchung. In: Brennstoff, Wärme, Kraft. Band 40, Nr. 5, 1988, S. 256.
- J. Buxmann: Betriebsverhalten eines Naturzug-Trockenkühlturms bei Windeinfluss. In: Brennstoff, Wärme, Kraft. Band 38, Nr. 7/8, 1986, S. 335–337.
- J. Buxmann: Änderung des Wasserdurchsatzes bei geschlossenen Kühlkreisläufen mit Trockenkühlturm. In: Brennstoff, Wärme, Kraft. Band 37, Nr. 6, 1985, S. 259–262.
- J. Buxmann: Die Bedeutung des Eintrittsdruckverlustets beim Naturzug-Trockenkühlturm. In: Brennstoff, Wärme, Kraft. Band 33, Nr. 7/8, 1981, S. 313–316.
- J. Buxmann: Kombinierte Kraftwerksprozesse mit geschlossener Gas- und Dampfturbine. In: Brennstoff, Wärme, Kraft. Band 33, Nr. 5, 1981, S. 215–221